# Franklin (Iowa)
Franklin é uma cidade localizada no estado americano de Iowa, no Condado de Lee.

## Demografia
Segundo o censo americano de 2000, a sua população era de 136 habitantes.
Em 2006, foi estimada uma população de 128, um decréscimo de 8 (-5.9%).

## Geografia
De acordo com o United States Census Bureau tem uma área de
0,4 km², dos quais 0,4 km² cobertos por terra e 0,0 km² cobertos por água.

## Localidades na vizinhança
O diagrama seguinte representa as localidades num raio de 16 km ao redor de Franklin.